# Коваленко, Пётр Иванович (Герой Советского Союза)
Пётр Иванович Коваленко (1909-1943) — подполковник Рабоче-крестьянской Красной Армии, участник Великой Отечественной войны, Герой Советского Союза (1944).

## Биография
Пётр Коваленко родился 14 октября 1909 года в селе Пересечная (ныне — посёлок Пересечное в Дергачёвском районе Харьковской области Украины). После окончания неполной средней школы работал электриком на фабрике. В 1931—1933 годах Коваленко проходил службу в Рабоче-крестьянской Красной Армии. В 1935 году он повторно был призван в армию. В 1936 году Коваленко окончил курсы усовершенствования командного состава. Участвовал в боях советско-финской войны. С июня 1941 года — на фронтах Великой Отечественной войны. Принимал участие в боях на Западном, Брянском и Центральном фронтах. К сентябрю 1943 года гвардии подполковник Пётр Коваленко командовал 9-м гвардейским отдельным сапёрным батальоном 12-й гвардейской стрелковой дивизии 61-й армии Центрального фронта. Отличился во время битвы за Днепр.
В ночь с 28 на 29 сентября 1943 года Коваленко организовал переправу советских частей через Днепр в районе деревни Глушец Лоевского района Гомельской области Белорусской ССР, перебросив на западный берег всю дивизию, что способствовало успешному захвату и расширению захваченного плацдарма. 19 ноября 1943 года Коваленко погиб в бою. Похоронен в посёлке Радуль Репкинского района Черниговской области Украины.
Указом Президиума Верховного Совета СССР «О присвоении звания Героя Советского Союза генералам, офицерскому, сержантскому и рядовому составу Красной Армии» от 15 января 1944 года за «образцовое выполнение боевых заданий командования по форсированию реки Днепр и проявленные при этом мужество и героизм» гвардии подполковник Пётр Коваленко посмертно был удостоен высокого звания Героя Советского Союза. 
Также был награждён орденами Ленина, Отечественной войны 2-й степени, Красной Звезды, рядом медалей.
В честь Коваленко установлен памятный знак в его родном посёлке.